# Kolegiata Niepokalanego Poczęcia Najświętszej Maryi Panny i Bożego Ciała w Strzyżowie
Kolegiata Niepokalanego Poczęcia NMP i Bożego Ciała w Strzyżowie – rzymskokatolicki kościół parafialny należący do dekanatu Strzyżów diecezji rzeszowskiej.

## Historia
Parafia została erygowana w 1401 roku, natomiast świątynia została wybudowana w II połowie XV wieku, konsekrowana w 1494 roku pod wezwaniem Matki Boskiej Niepokalanie Poczętej. W latach 1550–1566 była zborem protestanckim. Ponownie konsekrowana w 1611 roku pod wezwaniem Bożego Ciała. Spalona w 1657 roku, odbudowana w II połowie XVII wieku, podczas tej przebudowy nastąpiło całkowite przekształcenie wnętrz na barokowe. W 2006 podniesiona do godności kolegiaty przez biskupa Kazimierza Górnego.

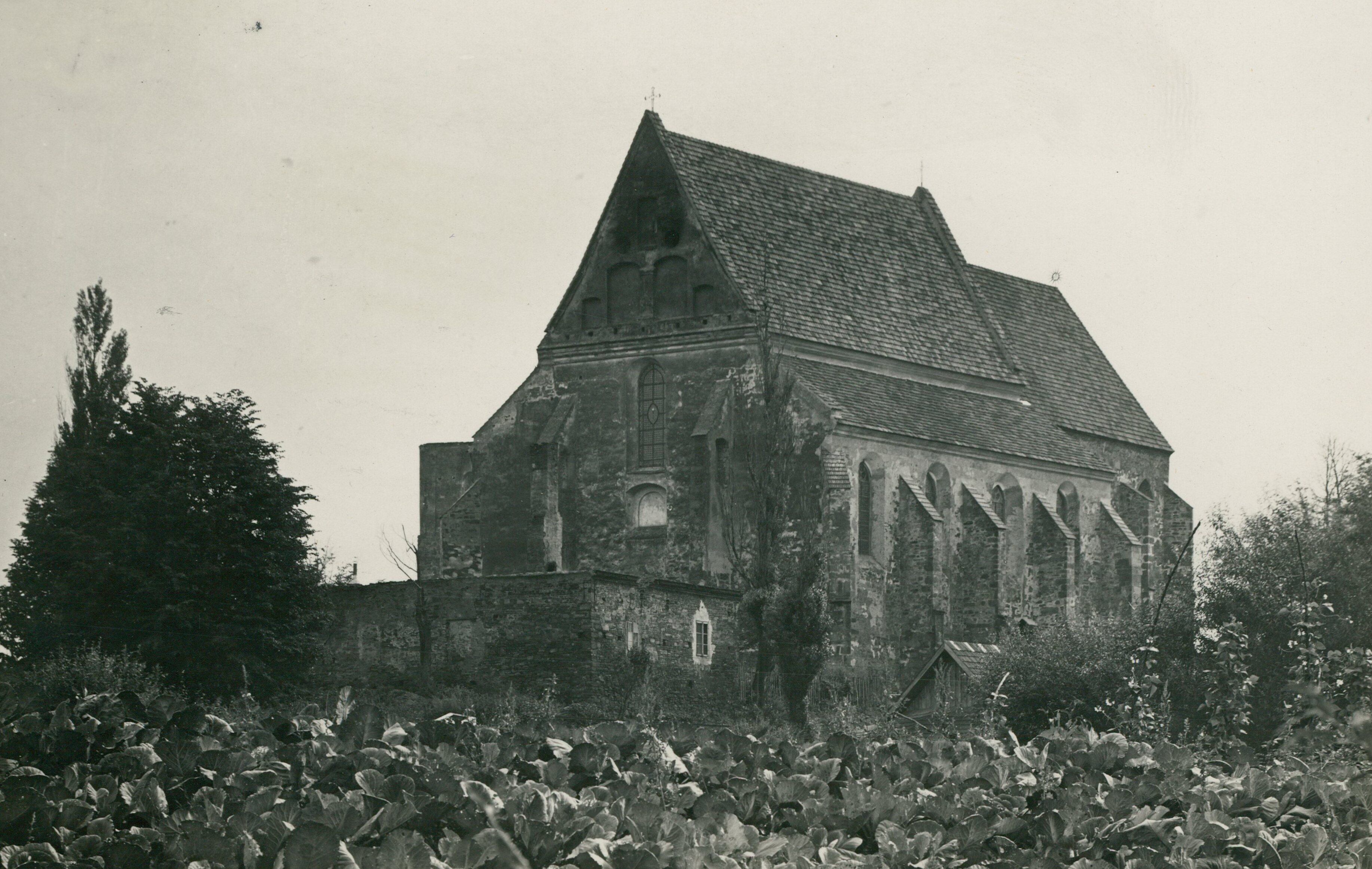
Widok kościoła około 1915

## Kult Matki Bożej Strzyżowskiej
W jednym z ołtarzy bocznych znajduje się łaskami słynącymi wizerunek Matki Bożej Niepokalanie Poczętej. Obraz, o wymiarach 231x103 cm, został namalowany na płótnie w XVII w. przez nieznanego artystę. Kult Matki Bożej Strzyżowskiej potwierdził bp Kazimierz Łubieński w 1704 r. oraz bp Florian Janowski w 1793 roku. W początkach zaboru austriackiego,  kościół został przez Austriaków ograbiony, a cudowny obraz Matki Bożej ogołocony z wotów i uszkodzony. Reaktywowanie kultu nastąpiło dopiero w 1861 roku i od tamtej pory rozwija się bez przeszkód.